# Muzeum Pożarnictwa Ziemi Olkuskiej
 Muzeum Pożarnictwa Ziemi Olkuskiej - muzeum zbiorów sprzętu strażackiego oraz historii Ochotniczej Straży Pożarnej. Mieści się w Olkuszu przy ulicy Floriańskiej 5. W jego zbiorach można zobaczyć kolekcję samochodów, toporów, mundurów, konnych sikawek, hełmów oraz sztandarów zgromadzonych od roku 1885. W gablotach można również zobaczyć medale, odznaczenia oraz stare monety. Jednym z najstarszych eksponatów jest dzwon alarmowy z 1647 roku.